# Vixande
Vixande ist ein Weiler in der Gemeinde Vegadeo der autonomen Region Asturien in Spanien.

## Geographie
Vixande liegt nahe am Oberlauf des Rio Suaron, einem Nebenfluss des Rio Eo und hat 13 Einwohner (2020). Die nächste größere Ortschaft ist Vegadeo, der 14,5 km entfernte Hauptort der gleichnamigen Gemeinde. Das Dorf gehört zu dem Parroquia Paramios.

## Verkehrsanbindung
- über die AS-11 auf die Landstraße über Monticelo nach Vixande

## Klima
Angenehm milde Sommer mit ebenfalls milden, selten strengen Wintern. In den Hochlagen können die Winter durchaus streng werden.

## Sehenswürdigkeiten
- Casa de Graña
- Casa de los Lastra
- Kapelle San Benito y San Nicolás
- Reserva Natural Parcial de la Ría del Eo (Naturpark)